# Космос-1386
Космос-1386 је један од преко 2400 совјетских вјештачких сателита лансираних у оквиру програма Космос.
Космос-1386 је лансиран са космодрома Плесецк, СССР, 7. јула 1982. Ракета-носач Р-14 Чусоваја (рус. Чусовая) (8К65, НАТО ознака SS-5 Skean) са додатим степеном је поставила сателит у орбиту око планете Земље. Маса сателита при лансирању је износила 810 килограма. Космос-1386 је био војни навигациони сателит.